# Thuré
Thuré település Franciaországban, Vienne megyében. Lakosainak száma 2787 fő (2022. január 1.). Thuré Antran, Châtellerault, Colombiers, Naintré, Saint-Genest-d’Ambière, Saint-Gervais-les-Trois-Clochers, Scorbé-Clairvaux, Sossais és Usseau községekkel határos.

## Népesség
A település népessége az elmúlt években az alábbi módon változott:
| Lakosok száma | 2892 | 2885 | 3035 | 2878 | 2863 | 2858 | 2843 | 2809 | 2787 |
|               | 2013 | 2015 | 2016 | 2017 | 2018 | 2019 | 2020 | 2021 | 2022 |